# اریش هارتمان
اریش آلفرد هارتمان (به آلمانی: Erich Alfred Hartmann) (۱۹ آوریل ۱۹۲۲ – ۲۰ سپتامبر ۱۹۹۳) نظامی بلندپایه و خلبان تک‌خال آلمانی در دوره رایش سوم بود که در طول جنگ جهانی دوم در لوفت‌وافه خدمت کرد. او ۱۴۰۴ مأموریت جنگی انجام داد و در ۸۲۵ موقعیت در نبردهای هوایی شرکت کرد. وی با سرنگونی ۳۵۲ هواگرد دشمن غالباً در مقابل نیروی هوایی شوروی،  یکی از پرافتخارترین و  موفق‌ترین خلبان تک‌خال در تاریخ رزم هوایی است. به جهت این موفقیت‌ها یکی از تنها ۲۷ تنی بود که نشان صلیب شوالیه صلیب آهنین با برگ‌های بلوط، شمشیرها و الماس‌ها را دریافت کردند. هارتمان پس از جنگ به اسارت شوروی در آمد و ده سال را در تحت فشار در زندان گذراند. پس از آزادی وارد نیروی هوایی آلمان غربی شد.

## سال‌های اولیه
اریش هارتمان روز ۱۹ آوریل سال ۱۹۲۲ به عنوان فرزند نخست خانواده در وایساخ در وورتمبرگ متولد شد. با توجه به شرایط بد اقتصادی جمهوری وایمار پس از جنگ جهانی اول، به توصیه اکید عموزاده پدرش که کنسول آلمان در شانگهای بود، خانواده اریش در هنگام سه سالگی او برای مدتی به چین نقل مکان کردند و در چانگشا ساکن شدند. پدرش آلفرد هارتمان طبابت می‌کرد و حضور در چین را یک فرصت شغلی مناسب می‌دانست. به هر صورت پس از چند سال با پدیداری احساسات ضد استعماری در چین و بروز ناامنی برای آن‌ها، اریش به همراه مادر و برادرش در سفری چند هفته‌ای و سخت از طریق سیبری به آلمان بازگشت و در وایل ایم شونبوخ در نزدیکی اشتوتگارت سکنی گزیدند. شش ماه بعد پدر با نوشتن نامه‌ای شرایط را عادی توصیف کرد و از خانواده خواست به چین بازگردند اما مادر او را راضی نمود خود به آلمان بیاید. مادرش الیزابت ماشتهولف از پیشروان هوانوردی زنان در آلمان بود و با توجه به تمکن مالی خانواده سال ۱۹۳۶ یک باشگاه گلایدر در وایل ایم شونبوخ تأسیس کرد. او اریش را به تماشای مسابقات تشویق می‌نمود. اریش با مهارت در زمینه فعالیت‌های بدنی و نشان دادن «توانایی ذاتی» از همان ابتدا به پرواز علاقه داشت و در سن ۱۵ سالگی به یک خلبان و مربی پیشرفته گلایدر در سازمان جوانان هیتلری بدل گشت. در مدرسه در روتوایل و کُرنتال دانش آموزی متوسط بود که تمامی وقت آزاد و انرژی خود را صرف ورزش و پرواز می‌کرد.

## ورماخت
با توجه به آغاز جنگ جهانی دوم و با آگاهی از این که قطعاً برای جنگ به نیروهای مسلح فراخوانده خواهد شد، با تجربه فراوان در زمینه پرواز قصد ورود به نیروی هوایی را کرد. پدر و مادرش با وجود بی‌میلی به این کار، تصمیم را به خود او سپردند. بدین شکل روز ۱۵ اکتبر سال ۱۹۴۰ به هنگ ۱۰ آموزش نظامی لوفت‌وافه در نویکورن در نزدیکی کونیگسبرگ در پروس شرقی، ملحق شد. دوره آموزش پرواز را از ماه مارس سال ۱۹۴۱ در دانشکده هوایی برلین-گاتوو گذراند. در این مکان برای خلبانی جنگنده مناسب تشخیص داده شد. پس از مدتی بازگشت به خانه، روز ۳۱ ژانویه سال ۱۹۴۲ جهت آموزش پیشرفته خلبانی به دانشکده شماره ۲ جنگنده در سربست در آنهالت فرستاده شد. او که تا این زمان پرواز با ۱۷ نوع هواگرد موتوری را آموخته بود، هم‌اکنون برای نخستین بار سوار جنگنده مسرشمیت ب‌اف ۱۰۹ شد و آموزش جامعی در زمینه‌های مختلف فنی و مهارتی آن دریافت کرد. هارتمان روز ۳۱ مارس ۱۹۴۲ درجه ستوان دومی رسماً وارد خدمت در لوفت‌وافه گشت. ماه ژوئن آمورش با تیراندازی هوایی ادامه یافت و هارتمان توانایی ویژه‌ای از خود در آن نشان داد. در جریان این دوره، روز ۲۴ اوت با انجام حرکات آکروباتیک خطرناک به کسر دو سوم از دریافتی سه ماه و یک هفته حبس در اتاقش محکوم شد. عصر همان روز هم‌اتاقی‌اش جایگزین او در تمرین تیراندازی با همان هواگرد گردید. این شخص مدت کوتاهی پس از برخاستن از زمین در اثر نقص فنی هواگرد سقوط کرد و کشته شد.

### ورود به میدان نبرد
پس از اتمام دوره آمورش به پایگاه هوایی تدارکاتی لوفت‌وافه در کراکوف در لهستان فرستاده شد تا راهی ناحیه عملیاتی جناح ۵۲ شکاری در جبهه شرقی گردد. با توجه به یافت نشدن هیچ جایگاه خالی جایگزینی برای خلبان‌های ب‌اف ۱۰۹ در این جناح، با وجود نداشتن تجربه پرواز با آن، نخستین مأموریت او و سه خلبان جوان دیگر انتقال بمب‌افکن‌های یو ۸۷ به ماریوپول در نزدیکی مایکوپ تعیین گردید. در نخستین پرواز با این هواگرد، با نقص در سامانه ترمز، به اتاقک چوبی مراقبت در انتهای باند برخورد کرد و باعث تخریب آن شد. با ناراحتی فرمانده پایگاه از این حادثه، مأموریت پیشین لغو و قرار بر انتقال این خلبانان به مایکوپ با یک هواگرد ترابری یو ۵۲ با خلبانی شخص دیگری گردید. در نهایت ماه اکتبر سال ۱۹۴۲ هارتمان به جناح ۵۲ شکاری در شمال قفقاز در قسمت جنوبی جبهه شرقی منتقل گشت. هارتمان با قرار گرفتن در اسکادران ۷ گروه ۳ این جناح، اصول اولیه پرواز رزمی را از استوار ادمونت روسمان به عنوان هم‌بال خود فرا گرفت. روسمان خلبان زبده و به شدت مورد احترامی بود که تا بدان زمان ۸۰ هواگرد دشمن را به ساقط کرده بود.
هارتمان در نخستین مأموریت رزمی خود روز ۱۴ اکتبر نخستین تجربه رزم هوایی در ناحیه بین گروزنی و دیگورا را کسب کرد. پس از دریافت فرمان از قرارگاه برای درگیر شدن با ده هواگرد دشمن که در حال حمله به مواضع آلمانی‌ها بودند، به نقل از خاطراتش، در همراهی با روسمان، چند جنگنده دشمن را در فاصله یک کیلومتری مشاهده نمود. به امید دستیابی به نخستین پیروزی هوایی، با تمام سرعت از رهبر خود جلو زد. هارتمان که با سرعت زیادی به هدف نزدیک می‌شد، از فاصله حدود سیصد متری اقدام به تیراندازی نمود اما با وجود صرف شدن تمام مهمات، هواگرد دشمن مورد اصابت قرار نگرفت. پیش از آن که دو هواگرد به یکدیگر برخورد کنند، هارتمان ارتفاع خود را افزایش داد. با تعقیب شدن توسط جنگنده‌های دشمن به درون ابرها پناه برد. روسمان از او خواست به ارتفاع پایین بازگردد تا به او ملحق شود. هارتمان با مانورهای متوالی از چنگ جنگنده‌های دشمن گریخت اما در حین آن سوخت خود را کاملاً به پایان رساند تا مجبور به یک فرود سخت در یک مزرعه گل‌های آفتابگردان گردد. به کمک سربازان نیروی زمینی که در این ناحیه حضور داشتند، به پایگاه بازگردانده شد. هارتمان که در این مأموریت تمامی قوانین رزم هوایی را نقض کرده و هواگرد خود را از دست داده بود، سه روز از پرواز محروم و محکوم به کار با عوامل تعمیرات شد. به هر صورت این مجازات سبب افزایش دانش فنی او از مکانیک هواگرد گردید. به دستور سرگرد هوبرتوس فون بونین، فرمانده گروه ۳، هارتمان هم بال استوار آلفرد گریسلاوسکی شد تا شرایط انضباطی شدیدی بر او اعمال کند. گریسلاوسکی نیز خلبان توانمندی بود و تا پایان جنگ توانست ۱۳۳ پیروزی هوایی کسب کند.
دو و نیم هفته بعد، روز ۵ نوامبر هارتمان در همراهی با سه جنگنده دیگر، با ۱۰ جنگنده لاگگ-۳ و ۱۸ هواگرد تهاجمی ایل-۲ شوروی در شرق شهر دیگورا برخورد کرد. با تهاجم از ارتفاعی بالاتر، هارتمان هواگرد ایل-۲ منتهی‌الیه سمت چپ را برگزید. با سرعت زیادی به آن نزدیک شد و از فاصله کمتر از ۱۰۰ متری آتش گشود. با وجود چندین اصابت، حتی گلوله‌های توپ خودکار ۲۰ میلی‌متری او بر زره سنگین ایل-۲ کارگر نیفتاد. هارتمان با آگاهی از نقطه ضعف آن، این بار با رفتن به زیر این هواگرد و شلیک از فاصله کمتر رادیاتور آن را هدف گرفت. هواگرد دشمن درحالی که در تلاش برای گریز به سمت شرق بود، طعمه حریق شد و انفجاری در بال چپ آن اتفاق افتاد. همزمان در اثر برخورد تکه‌های پرتاب شده از هواگرد دشمن انفجار بزرگی نیز در موتور هواگرد هارتمان که با فاصله نزدیکی همچنان ایل-۲ را تعقیب می‌کرد، پدید آمد که دود آن وارد اتاقک شد. با خاموش کردن موتور، مجدداً وادار به فرود سخت در یک مزرعه در نواحی تحت سلطه آلمانی‌ها شد. در این زمان هواگرد ایل-۲ مذکور نیز، به عنوان نخستین قربانی هارتمان، سه کیلومتر دورتر سقوط کرد. با از دست رفتن هواگرد، باز هم نیروی زمینی او را به پایگاهش منتقل نمود. هارتمان دو روز بعد دچار تب شدید شد و دو هفته را در بیمارستان گذراند.
در این زمان هارتمان نقش هم‌بال محافظ از رهبر گروه جفت جنگنده را ایفا می‌کرد و فرصت چندانی برای درگیری مستقیم نداشت. بدین شکل دست یافتن به پیروزی بعدی برای او سه ماه دیگر به طول انجامید. در این مورد هارتمان روز ۲۷ ژانویه سال ۱۹۴۳ یک جنگنده میگ را ساقط و به سلامت به پایگاه مراجعت کرد. تا روز ۳ آوریل با بیش از ۱۰۰ مأموریت رزمی شمار پیروزی‌های هوایی هارتمان تنها به هفت مورد رسید. با این حال در عرض سه ماه بعدی با صورت گرفتن ۱۰۰ مأموریت رزمی دیگر این مقدار را به ۳۴ پیروزی هوایی افزایش یافت.

### بهترین خلبان جنگنده تاریخ
روز ۳۰ آوریل با سرنگون کردن دو جنگنده لاگگ-۳، نخستین پیروزی هوایی چندگانه خود را رقم زد. هارتمان ۷ ژوئیه هفت هواگرد دشمن شامل ۴ لا-۵ و سه ایل-۲ را در یک روز ساقط نمود. با کسب تجربه و افزایش مهارت او، رفته‌رفته روزهایی که تنها یک پیروزی هوایی نصیبش می‌گشت نادرتر می‌شد. هارتمان هر روز تا چهار مأموریت و اغلب بیشتر از آن به انجام می‌رساند. ماه اوت سال ۱۹۴۳ با حضور گروه جنگنده او در ناحیه عملیاتی خارکوف موفقیت‌های هارتمان شروع به رشد فزاینده کرد؛ به شکلی تنها در عرض این ماه ۴۹ هواگرد شوروی را ساقط نمود. روز ۳ اوت تعداد پیروزی‌های هوایی او به ۵۰ و در ۱۷ اوت به ۸۰ مورد رسید.
با صورت گرفتن تهاجم گسترده توسط دشمن و شکسته شدن خط نیروی زمینی در حوالی منطقه پایگاه هوایی، هارتمان رو ۲۰ اوت از طرف سرهنگ دیتریش هراباک، فرمانده جناح ۵۲ شکاری موظف به پاکسازی آسمان از هواگردهای دشمن و تأمین حفاظت برای بمب‌افکن‌های شیرجه‌ای لوفت‌وافه با اسکادران خود شد. هارتمان به همراه هفت جنگنده دیگر یگانش خود را به موقعیت رساند و چهل هواگرد تهاجمی ایل-۲ و چهل جنگنده یاک-۹ و لا-۵ دشمن را شناسایی کرد. ابتدا تصمیم به ساقط کردن هواگردهای تهاجمی گرفت. در پی سرنگون شدن دومین ایل-۲ تکه‌هایی از آن به هواگرد هارتمان اصابت نمود و باعث کنده شدن قسمت بزرگی از موتور آن گردید. قصد داشت به سمت غرب بازگردد اما با میسر نبودن این امکان وادار به فرود در یک مزرعه گل‌های آفتاب گردان شد. هم‌بال او خروج دود از هواگرد هارتمان را مشاهده کرده بود اما در گرما گرم نبرد تعداد زیادی هواگرد دشمن، هیچ‌یک از خلبانان آلمانی قادر به تأیید از دست دادن او نشدند. هارتمان با مشاهده یک کامیون آلمانی در ابتدا تصور می‌کرد در جانب آلمانی‌ها فرود آمده‌است. با نزدیک شدن کامیون متوجه شد کامیون به غنیمت دشمن درآمده و اسارت او غیرقابل اجتناب است. هارتمان تصمیم به تمارض به جراحت گرفت و شروع به سر دادن ناله نمود. دو سرباز شوروی با باور این مسئله، او را با احتیاط از هواگرد خارج کردند. هارتمان خود را به زمین زد تا در یک برانکارد در پشت کامیون قرار داده شود. سربازان او را پیش یک پزشک بردند اما توانست آن‌ها را قانع به جدی بودن جراحت خود کند. چند ساعت بعد هنگام انتقال به اراضی داخلی‌تر در حالیکه یک سرباز رانندگی و دیگری در کنار او بود، با آشفتگی حاصل از حمله یک هواگرد اشتوکای آلمانی، با زدن نگهبان موفق به گریز و رفتن به داخل مزرعه آفتاب‌گردان‌های بلند شد. سربازان در تعقیب هارتمان اقدام به تیراندازی نمودند اما در نهایت او را گم کردند. در این حال، هاینتس مرتنس، سر مکانیک هواگرد هارتمان، با وجود مخالفت دیگران و بیهوده خواندن این کار، با نگرانی از وضعیت او با برداشتن یک تفنگ در جست‌وجوی او بود. هارتمان زور خود را مخفی و شب حرکت کرد تا در نهایت موفق به رساندن خویش به خط خودی گردید. در این موقعیت شب‌هنگام با یک گشتی آلمانی مواجه گردید که اقدام به تیراندازی به طرف او نمود. با خوش‌شانسی گلوله پارچه شلوارش را سوراخ نمود اما به او اصابت نکرد. گشت با نشانه گرفتن تفنگ به سمت هارتمان، او را با خود نزد فرمانده یگانش برد. او که مدارک شناسایی خود را به وسیله دشمن از دست داده بود، نمی‌توانست هویتش را به اثبات برساند. هارتمان با دادن اطلاعات از افسر فرمانده خواست با قرارگاه جناح شکاری تماس بگیرد اما او تلفنی برای این کار نداشت. صبح فردا به همراه یک سرباز به قرارگاه بالاتر رفت و در تماس با هراباک هویت او تأیید شد تا بتواند به پایگاه بازگردد. مرتنس نیز که نتوانسته بود او را بیاید، فردای آن روز فرسوده و ناامید به پایگاه بازگشت. او بعدها مشاهده هارتمان با سلامتی کامل در پایگاه را «خوش‌حال‌ترین لحظه زندگی» خود توصیف نمود.

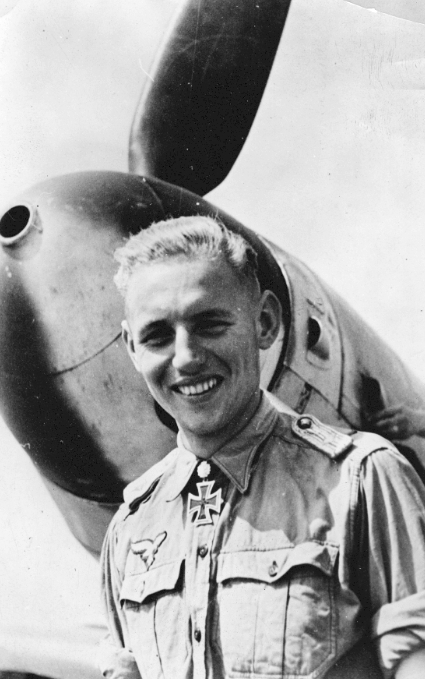
اکتبر ۱۹۴۳

به دستور سروان گونتر رال، جانشین فون بونین در فرماندهی گروه ۳، هارتمان روز ۲۹ اوت به فرماندهی اسکادران ۹ موسوم به کارایا منصوب گشت. در این جایگاه میزان خارق‌العاده ۲۱۱ پیروزی هوایی کسب کرد. روز ۲۰ سپتامبر صدمین پیروزی هوایی او محقق گردید. ماه اکتبر ۳۳ هواگرد دیگر دشمن قربانی این خلبان تک‌خال ۲۱ ساله آلمانی شدند. روز ۲۹ اکتبر سال ۱۹۴۳، با ۱۴۸ پیروزی هوایی، مفتخر به دریافت نشان صلیب شوالیه صلیب آهنین گشت. تا این زمان حداقل‌ها جهت دریافت نشان افزایش زیادی یافته بود؛ به وجهی که ورنر مولدرس دز سال ۱۹۴۱ با ۱۰۰ پیروزی هوایی گیره الماس‌های صلیب شوالیه را نیز دریافت کرده بود.
پس از مدتی مرخصی، هارتمان به گروه جنگنده خود بازگشت. با پیشروی ارتش سرخ، یگان او تا ناحیه کی‌یف عقب‌نشینی کرده بود. هارتمان در روز ۲ مارس سال ۱۹۴۴ توانست ۱۰ هواگرد دشمن را سرنگون کند تا با رساندن شمار پیروزهای خود به ۲۰۲ مورد، گیره برگ‌های بلوط صلیب شوالیه به او اعطا گردد. روز ۱۸ مارس، با اندکی تأخیر، به درجه ستوان یکمی نائل آمد. یگان او با پیشروی هر چه بیشتر دشمن، چندین بار در آخرین لحظات جابه‌جا شد. با وجود شکست‌های فاجعه‌بار نیروی زمینی آلمان در جبهه شرقی، هارتمان در این موقعیت پر درگیری موفقیت‌های فراوانی به دست آورد. هارتمان روز ۴ ژوئیه سال ۱۹۴۴ با ۲۳۹ پیروزی هوایی، شمشیرهای صلیب شوالیه را دریافت کرد. تا روز ۱۸ ژوئیه شمار پیروزهای هوایی او از مرز ۲۵۰ مورد گذشت. در ماه‌های پایانی جنگ، موفقیت‌های هارتمان همچنان ادامه داشت. او تا روز ۲۳ اوت سال ۱۹۴۴ مجموعاً ۳۰۱ پیروزی هوایی کسب کرد تا به نخستین و یکی از دو خلبان تاریخ بدل گردد که به ۳۰۰ پیروزی هوایی رسیده‌است. این موفقیت‌ها دو روز بعد، یعنی ۲۵ اوت سال ۱۹۴۴ گیره الماس‌های صلیب شوالیه را برای او از دستان آدولف هیتلر، پیشوای آلمان به ارمغان آورد. هارتمان با ترفیع به درجه سروانی، روز ۳۰ سپتامبر فرماندهی گروه ۴ جناح ۵۲ شکاری و اوایل ماه فوریه سال ۱۹۴۵ فرماندهی گروه ۱ این جناح را بر عهده گرفت. در همین هنگام، برای چند روز موقتاً گروه ۱ جناح ۵۳ شکاری را نیز فرماندهی کرد.

### روزهای پایانی جنگ
اوایل ماه مارس سال ۱۹۴۵ فرمان گرفت برای گذراندن دوره آموزشی هواگرد مسرشمیت ام‌ئی ۲۶۲ عازم شود اما به شدت به ترک خط مقدم معترض بود. به هر صورت به پایگاه هوایی لشفلت رفت و به سرعت کار با هواگرد جدید را فراگرفت. آدولف گالانت از او دعوت کرد به اسکادرانی متشکل از بهترین خلبانان جنگنده مجهز به هواگردهای ام‌ایی ۲۶۲ بپیوندد تا به مقابله با بمب‌افکن‌های متفقین بپردازد. هارتمان که تمایلی به این کار نداشت با دریافت فرمان از جانب هرمان گراف، فرمانده جدید جناح مبنی بر مراجعت بلافاصله و با کسب موافقت گوردون گولوب، ژنرال جنگنده‌ها، مجدداً به گروه ۱ جناح ۵۲ شکاری که هم‌اینک در چکسلواکی مستقر بود، بازگشت. در این موقعیت غالباً با بمب‌افکن‌های آمریکایی که قصد حمله به تأسیسات نفتی رومانی در پلوشتی را داشتند و جنگنده‌های پی-۵۱ محافظ آن‌ها درگیر بود. در یکی از این درگیری‌ها، در مواجهه با هواگردهای دارای برتری عددی آمریکایی، پس از اتمام مهمات و سوخت، اقدام به پرش به بیرون با چتر نجات کرد. با یار بودن بخت با هارتمان، درحالیکه جنگنده‌های آمریکایی می‌توانستند با مسلسل‌هایشان خود او را بین زمین و آسمان هدف بگیرند، چنین نشد و او به سلامت با چتر نجات فرود آمد. با وجود نجات یافتن هارتمان، تقریباً نیمی از جنگنده‌های گروه او با مرگ دو خلبان، در این روز از دست رفتند. به هر صورت هارتمان روز ۱۷ آوریل سیصد و پنجاهمین پیروزی هوایی خود را نیز رقم زد.
هارتمان روز ۸ مه سال ۱۹۴۵، آخرین روز جنگ در اروپا، در آخرین مأموریت خود موظف به عملیات شناسایی و تعیین مواضع یگان‌های ارتش سرخ شد. او و هم‌بالش ساعت ۸:۳۰ صبح به هوا برخواسته و رو به شرق آوردند. هشت جنگنده یاک-۱۱ شوروی بر فراز شهر برون مشاهده شدند. هارتمان با گشودن آتش از فاصله حدود ۲۰۰ متری یکی از این جنگنده‌ها را به عنوان سیصد و پنجاه و دومین و آخرین قربانی و آخرین قربانی خود از آسمان به زمین ساقط کرد. با نزدیک شدن دوازده جنگنده آمریکایی پی-۵۱، هارتمان و هم‌بال او با صرف نظر درگیری با هواگردهای پرشمار دشمن، به درون پوشش دود غلیظ برخواسته از شهر رفتند و با خروج از سمت دیگر آن با سرعت تمام به پایگاه بازگشتند. هارتمان قصد داشت سوخت‌گیری و مجدداً به صحنه نبرد بازگردد اما هرمان گراف دستوری را از جانب سپهبد هانس زایده‌مان، فرمانده سپاه هوایی به او ابلاغ کرد که بر اساس آن می‌بایست بلافاصله به دورتموند می‌رفت تا تسلیم بریتانیایی‌ها شود. مابقی نیروها در پایگاه هوایی می‌ماندند تا به اسارت قوای شوروی درآیند. هارتمان با رد این فرمان پیش هم‌قطارانش باقی ماند.
پایگاه آن‌ها در این زمان زیر آتش توپخانه ارتش سرخ بود. در همین حال یک یگان زرهی آمریکایی از شمال غربی به پایگاه نزدیک می‌شد. به دستور گراف تمامی ۲۵ هواگردها و مهمات و سوخت باقی مانده تحت نظارت هارتمان منهدم و حاضران در پایگاه به همراه خانواده‌هایشان به سمت نیروهای آمریکایی که تصور می‌شد با آن‌ها خوش‌رفتاری خواهند کرد، رهسپار گشتند. در نهایت هارتمان و یگانش میانه روز ۸ مه در پیسک تسلیم نیروهای لشکر نودم پیاده‌نظام ایالات متحده شدند.

### خلاصه خدمت
ترفیع درجات:
ورماخت:
- ۱ ژوئیه ۱۹۴۴: ستوان یکم
- ۱ سپتامبر ۱۹۴۴: سروان
- ۸ مه ۱۹۴۵: سرگرد

بوندس‌ور:
- ۱۲ دسامبر ۱۹۶۰: سرهنگ دوم
- ۲۶ ژوئیه ۱۹۶۷: سرهنگ

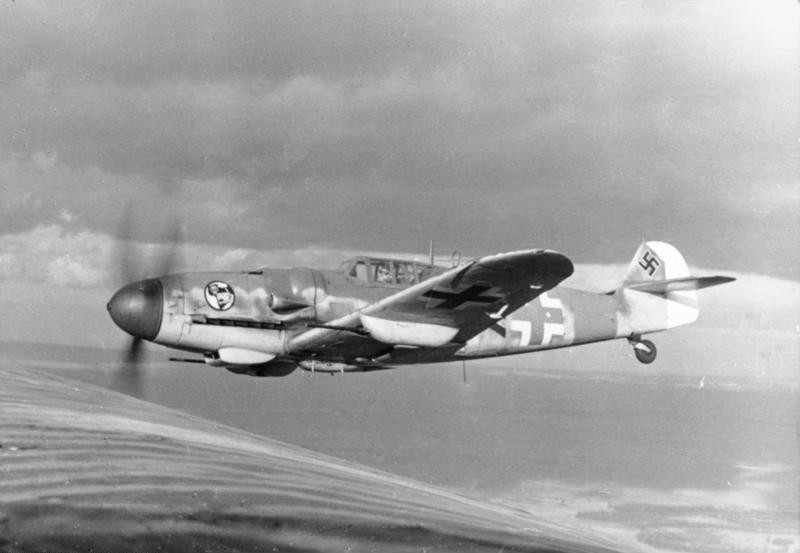
نمونه‌ای از هواگرد مسرشمیت ب‌اف ۱۰۹ مدل گه که هارتمان با آن پرواز می‌کرد

اریش هارتمان در طول ۳۰ ماه خدمت رزمی خود بیش از ۱۴۰۰ مأموریت جنگی انجام داد و ۳۵۲ هواگرد دشمن را ساقط کرد تا به موفق‌ترین خلبان تک‌خال در تاریخ رزم هوایی بدل گردد. از این مقدار ۲۶۲ فروند هواگرد تک‌موتوره و ۹۰ فروند هواگرد دوموتوره بودند. هواگرد خود او نیز ۱۶ مرتبه سرنگون شد اما جراحت جدی به او وارد نماید. دست کم هشت بار از این موارد در اثر برخورد هواگرد هارتمان با تکه‌های هواگردهایی که او از فاصله بسیار نزدیک منهدم کرده بود، اتفاق افتاد.
در جریان تمامی این ماموریت‌ها تنها یک هم‌بال خود را از دست داد. در این مورد سرگرد گونتر کاپیتو که به تازگی از قوای بمب‌افکن خلبان جنگنده شده بود و با تحرک‌پذیری این هواگردها آشنایی زیادی نداشت، توسط جنگنده‌های ایرکبرای شوروی سرنگون شد. با این حال هارتمان که بدترین گناه یک خلبان رزمی را کسب پیروزی هوایی و از دست دادن هم‌بال می‌دانست، جنگنده متخاصم را ساقط کرد و با خودرو به دنبال هم‌بالش رفت و بدون آسیب او را نجات داد. در یگان‌های تحت رهبری هارتمان هر کسی که هم‌بال خود را از دست می‌داد دیگر اجازه نداشت گروه جفت جنگنده را رهبری کند.
جناح ۵۲ شکاری که هارتمان تقریباً تمامی دوران خدمتش در جنگ را در آن گذراند، مجموعاً بهترین جناح شکاری لوفت‌وافه به حساب می‌آمد و در چهار سال پایانی جنگ توانست بیش از ۱۰ هزار پیروزی هوایی رقم بزند. این مسئله باعث پدیداری جو رقابتی مؤثری بین خلبانان جناح و برخاستن خلبانان تک‌خال متعددی از بین آن‌ها از جمله سه خلبان برتر جنگده لوفت‌وافه، می‌شد. در این در شرایط گونه‌ای از رقابت دوستانه بین هارتمان و گرت بارکهورن ایجاد شده بود. تا اواخر ماه اوت سال ۱۹۴۴ تعداد پیروزی‌های هوایی این بسیار مشابه یکدیگر بود. جایگاه بهترین تک‌خال چندین بار بین آن‌ها دست به دست شد. بارکهورن در حال کسب برتری بود که به شدت زخمی و برای چندین هفته در بیمارستان بستری گشت. بارکهورن پس از بهبودی به آلمان فرستاده شد تا در دفاع از رایش مشارکت کند. در این موقعیت نرخ کسب پیروزی‌های هوایی او آهسته‌تر از هارتمان بود. هارتمان با کسب دویست و نودمین پیروزی هوایی در روز ۲۳ اوت برای آخرین بار از بارکهورن جلو زد.
هارتمان در طول جنگ سه بار شخصاً با هیتلر دیدار کرد و ضمائم نشان صلیب شوالیه را دریافت نمود. نخستین دیدار در خانه هیتلر در زالتسبورگ و دو دیدار بعدی در قرارگاه پیشوا در پروس شرقی صورت گرفت. به نقل از خاطرات او، در مورد سوم هنگامی که قصد داشت وارد قسمت داخلی قرارگاه شود، به رسم معمول تمهیدات امنیتی تقویت‌شده پس از کودتای ۲۰ ژوئیه می‌بایست بازرسی بدنی دقیقی می‌شد. در این موقعیت، با صراحت کلام همیشگی خود، به افسر نگهبان گفت که به هیتلر بگوید اگر او به افسران خط مقدم خود اعتماد ندارد، او الماس‌ها را نمی‌خواهد. با رسانده شدن این پیام به او، سرهنگ نیکولاوس فون بلو، آجودان نیروی هوایی هیتلر به هارتمان گفت که می‌تواند بدون بازرسی وارد شود و حتی تپانچه خود را نیز همراه ببرد. به هر صورت او خود تپانچه را خارج از اتاق محل دیدار قرار داد.
هارتمان به جهت چهره کودکانه، در نزد هم‌رزمانش به «بوبی» به معنای «پسر» شهرت داشت. گفته می‌شود گریسلاوسکی، یکی از هم‌بال‌های او برای نخستین بار او را چنین خواند و موجب فراگیر شدن آن گشت. هارتمان در نزد خلبانان شوروی که در واقع از هویت واقعی او مطلع نبودند، از روی طرح گل لایه سیاه رنگی که بر دماغه هواگرد ب‌اف ۱۰۹ او نقش بسته بود، به «شیطان سیاه جنوب» شهرت یافته بود. با وجود مقرر گشتن جایزه ۱۰ هزار روبلی برای سر هارتمان، این خلبانان با مشاهده این طرح سیاه رنگ از درگیر شدن با این هواگرد خودداری می‌کردند. این مسئله رفته‌رفته به وضوح باعث کاهش برخورد هارتمان با هواگردهای دشمن شد تا تصمیم بگیرد شبیه کردن هواگرد خود با دیگر هواگردهای یگان به شکل کاملاً ناشناس در نبردگاه حاضر گردد. این راه حل بسیار مؤثر واقع افتاد.

## پس از جنگ

### دوران اسارت
با توجه به این که نیروهای آمریکایی فراتر از حد توافق‌شده با شوروی پیشروی کرده بودند، مقرر شد تمامی اسرای آلمانی شرق پیلزن را تحویل ارتش سرخ دهند. بدین جهت هارتمان به همراه تمامی افراد یگانش و خانواده‌هایشان روز ۱۶ مه سوار بر کامیون به شوروی تحویل داده شد. این افراد در ابتدا برای سه هفته به نویبیستریتس منتقل گشتند. به آن‌ها گفته شد با قطار به وین یا بوداپست می‌روند و در آن‌جا آزاد خواهند شد. با این وجود، قطار حامل هارتمان و سایر اسرا راهی روسیه گردید و با گذر از کی‌یف، مسکو و کیروف، پس از هفته‌ها به ناحیه دور افتاده‌ای در شرق رسید. پس از چند هفته مشقت‌بار، هارتمان و دیگر افسران ارشد آلمانی به اردوگاه مخصوصی در گریازووتس تحت اداره ان‌کاوه‌ده برده شدند.
هارتمان ده سال و نیم، حتی بدون ابتدایی‌ترین حقوق، در اسارت ماند. بارها دست به اعتصاب غذا زد اما به زور به او غذا خورانده شد تا نمیرد. به منظور وادار کردنش به همکاری، مدت‌های زیادی را در زندان انفرادی تاریک و نمور با ابعاد ۱٫۲ متر در ۲٫۷ متر و ارتفاع ۱٫۸ متر به سر برد. در این مدت غذای او تنها آب و نان بود و مجبور می‌شد روی زمین سرد بخوابد. او حتی به ربایش و قتل زن و بچه‌اش تهدید گردید. به هر صورت، طبق معمول ان‌کاوه‌ده در مورد اسرا، از ضرب و شتم جسمانی او خودداری می‌گشت. به صورت موردی نامه‌ها و کارت‌پستال‌هایی از آلمان به دست او می‌رسید. این نامه‌ها گاهی برای شکستن مقاومتش به او داده می‌شد. به هارتمان پیشنهاد گردید برای نیروی هوایی آلمان شرقی کار کند اما او از آن‌ها خواست ابتدا او را آزاد کنند تا اگر خود مایل بود چنین کند. با شکست در جلب همکاری او، بدون این که خود هیچگاه آن را بپذیرد، هارتمان در یک دادگاه به جنایت جنگی، از جمله حمله به یک کارخانه تولید نان در ماه مه سال ۱۹۴۳ و کشتار ۷۸۰ غیرنظامی، متهم و به ۲۵ سال کار اجباری محکوم گشت. چند هفته بعد ۱۴۰۰ تن اسرای اردوگاه، بدون این که هارتمان جزو آن‌ها باشد، آزاد شدند. هارتمان و سایر محکومین به کار اجباری به اردوگاهی در شاختی جهت کار معادن زغال سنگ منتقل گشتند. با سر باز زدن از کار به عنوان «برده»، پنج روز را در زندان انفرادی گذراند. این مسئله موجب به پا شدن یک شورش میان زندانیان آلمانی گردید. آن‌ها هارتمان را آزاد و محافظان را در بند کردند. با این حال هارتمان از آن‌ها خواست به کسی آسیب نزنند و از اردوگاه نگریزند تا بهانه‌ای برای کشتن آن‌ها به دست شوروی نیفتد که مورد قبول همگی قرار گرفت. با وجود بازگشت آرامش او و سایر «رهبران شورش» به اردوگاه دیگری در نووچرکاسک منتقل شدند. هارتمان آن‌جا پنج ماه را در زندان انفرادی بود. دادگاه دیگری برای او برگزار و حکم پیشین مجدداً تأیید گردید. او را این بار به اردوگاه اسرای دیگری در دیاترکا بردند. در این مکان هارتمان پذیرفت در مقابل کار کشیده نشدن از او به عنوان یک افسر عالی‌رتبه، دیگران را به شورش تحریک نکند. در انتها، پس از دیدار کنراد آدناوئر، صدراعظم آلمان غربی از مسکو، طی توافقی جهت آزادسازی ۱۶ هزار اسیر جنگی آلمانی، هارتمان در نهایت سال ۱۹۵۵ از اسارت آزاد گردید. بر خلاف اندام وزرشکاری پیشین، او هنگام بازگشت وضعیت جسمانی وخیمی داشت و وزنش به تنها ۴۵ کیلوگرم کاهش یافته بود. به هر صورت، هارتمان هیچ‌گاه از روس‌ها به جهت این اتفاقات نفرتی ابراز نکرد.

### بازگشت به آلمان
در ابتدا روی آوردن به طبابت همانند پدر، را از نظر گذراند اما سن زیاد دیگر این اجازه را به او نمی‌داد. به توصیه و تقاضای دوستان و همکارانش، سال ۱۹۵۶ با درجه سرگردی به نیروی هوایی آلمان غربی پیوست و یک دوره آموزشی پیشرفته هواگرد جت جنگنده را در پایگاه نیروی هوایی لوک در آریزونا در ایالات متحده گذراند. فرماندهی جناح ۷۱ شکاری رویشتوفن، نخستین جناح شکاری بازسازی شده پس از جنگ مجهز به جنگنده‌های اف-۸۶ سابر، در اولدنبورگ به هارتمان سپرده شد. با وجود روحیه غیرسیاسی هارتمان سرسختی او در برخی موضوعات سبب بروز درگیری با عوامل سیاسی نیروی هوایی می‌گشت. یکی از مهم‌ترین این موضوعات مسئله خرید جنگنده‌های اف-۱۰۴ استارفایتر بود که هارتمان به جهت کاستی‌های این نوع هواگرد، با آن مخالفت می‌کرد. به هر صورت بر مبنای تصمیمات سیاسی نیروی هوایی آلمان غربی به عنوان بخشی از ناتو، صدها فروند از این هواگرد را خریداری نمود. در این هارتمان فراموش کرد که گواهینامه پرواز خود را تمدید کند. با اطلاع یکی رقیبان سیاسی از آن، این مسئله به محکمه کشیده شد. قاضی نظامی او را تبرئه نمود اما به هر صورت هارتمان از فرماندهی جناح خلع گردید. سپس به عنوان کارشناس ارزیابی تاکتیکی به پورتس-وان در کلن منتقل گشت. هارتمان مابقی دوران خدمت خود را در گمنامی نسبی گذراند. سال ۱۹۶۸ به توصیه هم‌رزم قدیمی خود، گونتر رال، به درجه سرهنگی ترفیع یافت. هارتمان سال ۱۹۷۰ از خدمت فعال در نیروی هوایی آلمان غربی بازنشسته شد.
سرهنگ اریش هارتمان در نهایت روز ۲۰ سپتامبر سال ۱۹۹۳ در سن ۷۱ سالگی در وایل ایم شونبوخ درگذشت.

## شیوه رزم
شیوه رزم هارتمان با برخی دیگر از خلبانان تک‌خال از جمله هانس-یواخیم مارسی که داگ‌فایت را ترجیح می‌دادند، متفاوت بود. او معمولاً از تیراندازی از فاصله زیاد اجتناب و سعی می‌کرد پیش از گشودن آتش، بدون واهمه از تصادم با آن، خود را با سرعت زیاد به نزدیک‌ترین فاصله ممکن از هواگرد دشمن برساند. هارتمان تیراندازی را زمانی آغاز می‌نمود که هواگرد مورد نظر تمامی شیشه جلوی او را پوشانده باشد تا احتمالاً اصابت گلوله‌ها و نفوذپذیری آن‌ها افزایش یابد. بدین شکل تمامی ظرفیت تسلیحات خود را بر دشمن اعمال و مهمات خود را حفظ می‌کرد. این روش در چهار مرحله مشاهده، تصمیم‌گیری، حمله و ترک محل انجام می‌گرفت. بدین معنی که ابتدا هواگرد دشمن شناسایی و در این رابطه که آیا امکان یک حمله غافلگیر کننده وجود دارد تصمیم‌گیری می‌شد. سپس حمله صورت می‌پذیرفت و بلافاصله محل ترک می‌گشت. هارتمان از درگیر شدن در داگ‌فایت با هواگردی که از حضور او مطلع است، خودداری می‌کرد. او این روش را با تجربیات و آموزه‌هایی که از روسمان، گریسلاوسکی و کروپینسکی، هم‌بال‌های خود، دریافت کرده بود، برای خود برگزید.

## نشان‌ها
- صلیب شوالیه صلیب آهنین: ۲۹ اکتبر سال ۱۹۴۳
  - برگ‌های بلوط: ۲ مارس سال ۱۹۴۴
  - شمشیرها: ۴ ژوئیه سال ۱۹۴۴
  - الماس‌ها: ۲۵ اوت سال ۱۹۴۴

## زندگی شخصی
هارتمان فردی صریح، صادق، شکیبا و مؤدب توصیف شده‌است. هارتمان سال ۱۹۳۷ در سن پانزده سالگی با ارزولا پِچ دختر مدرسه‌ای ۱۳ ساله در کُرنتال-اشتوتگارت آشنا شد و برای سال‌ها با او در رابطه بود. در حالی که قرار آن برای پس از جنگ گذاشته شده بود، در دوران مرخصی پس از دریافت الماس‌ها، این دو روز ۱۰ سپتامبر سال ۱۹۴۴ با یکدیگر ازدواج کردند. هارتمان همسر خود را «اوش» خطاب می‌کرد. سال ۱۹۴۸ درحالیکه هارتمان در شوروی در اسارت به سر می‌برد، پتر اریش، پسر سه ساله‌اش در آلمان از دنیا رفت. او تا سال ۱۹۵۰ از این مسئله مطلع نشد. وقتی از اسارت بازگشت پدرش را نیز از دست داده بود. به هر صورت به سرعت سلامتی خود را بازیافت و زندگی با همسر و خانواده را ادامه داد. سال ۱۹۵۸ صاحب دختری شد که همانند مادر، ارزولا نام گرفت.
هارتمان، جز زبان مادری، قادر به سخن گفتن به سه زبان خارجی انگلیسی، روسی و فرانسوی بود.
برادرش آلفرد نیز به لوفت‌وافه پیوست و به عنوان تیربارچی دم هواگرد یو-۸۷ در کارزار شمال آفریقا خدمت کرد تا این که به اسارت بریتانیایی‌ها درآمد و سال‌های پایانی جنگ را در اردوگاه جنگی گذراند.

## در تالیفات عمومی
تروور کونستابل و ریموند تالیور، مؤلفان آمریکایی کتابی در رابطه با زندگانی هارتمان نگارش کرده‌اند که شوالیه بلوند آلمان (The Blond Knight of Germany) نام دارد. این کتاب با عنوان هارتمان را از آسمان به زیر افکن! (Holt Hartmann vom Himmel!) یه آلمانی ترجمه شده‌است.